# Santa Cruz, Chile
Santa Cruz este un oraș și comună din provincia Colchagua, regiunea O'Higgins, Chile, cu o populație de 34.914 locuitori (2012) și o suprafață de 419,5 km2.